# Petrovskij rajon (Oblast' di Saratov)
Il Petrovskij rajon (in russo Петровский район?) è un rajon dell'Oblast' di Saratov, nella Russia europea; il capoluogo è Petrovsk. Il rajon ricopre una superficie di 2.300 chilometri quadrati.